# Siedlung Steinhausen

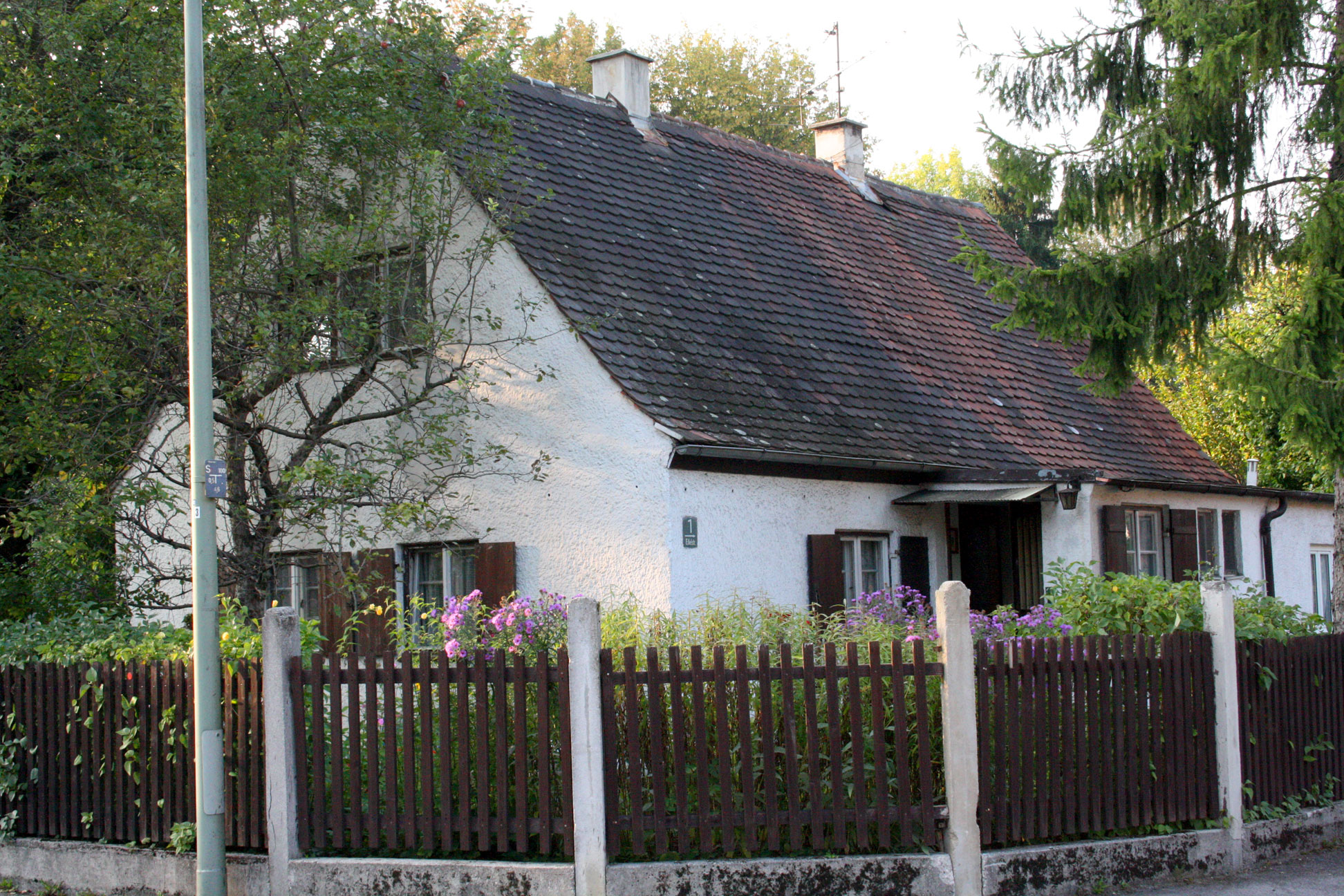
Haus in der Siedlung Steinhausen

Die Siedlung Steinhausen ist eine 1932 errichtete Siedlung aus Einfamilienhäusern im Münchener Stadtteil Steinhausen.

## Lage
Die Siedlung Steinhausen liegt östlich der Parkstadt Bogenhausen in dem Winkel zwischen der Weltenburger Straße und der Eggenfeldener Straße.

## Aufbau
Die Siedlung hat in Nord-Süd-Richtung eine Ausdehnung von etwa 500 m, in Ost-West-Richtung von etwa 350 m.
Ein Teil der Straßen verläuft in einem Bogen von Süden nach Osten, andere gerade Straßen bilden deren Querverbindung. Die Straßen sind nach deutschen Flüssen und Mittelgebirgen benannt.
Die Häuser stehen auf annähernd rechteckigen Grundstücken mit einer Größe von etwa 600 bis 800 m2, die Schmalseite der Grundstücke liegt an der Straße.

## Geschichte
Die Siedlung Steinhausen wurde 1932 unter dem Namen Reichskleinsiedlung Zamdorf errichtet.
Die Siedlung war genossenschaftlich organisiert. Die Siedler hatten während des Baus als Hilfskräfte bei den Baufirmen mitzuarbeiten und später einen monatlichen Pachtzins zu errichten. Durch die Haltung von Kleintieren und den Anbau von Obst und Gemüse auf dem Grundstück sollte ein hoher Grad an Selbstversorgung erreicht werden.
Gebaut wurden freistehende eingeschossige Einfamilienhäuser mit einem einheitlichen Grundriss auf einer Grundfläche von 7,10 m * 7,70 m. Im Erdgeschoss gab es ein Wohnzimmer mit Küche, ein Elternschlafzimmer, ein Kinderschlafzimmer und einen Stall für die Kleintierhaltung, im Dachgeschoss befanden sich ein Heustadel über dem Stall und zwei weitere Zimmer.
Die Häuser wurden in Fachwerkbauweise errichtet, allerdings wurde das Fachwerk überputzt und weiß gestrichen. Beim Stall bestanden die Außenwände ganz aus Holz.
Diese sparsame Bauweise mit dem im Haus integrierten Stall und ohne Waschküche erwies sich jedoch als nachteilig und wurde bei späteren Siedlungen nicht mehr angewandt. So mussten beispielsweise 1936 zusätzliche Belüftungseinrichtungen in die Häuser eingebaut werden.
Seit 1960 sind die Häuser im persönlichen Eigentum der Siedler.